# ナタリー・ポートマン
ナタリー・ポートマン（英: Natalie Portman, 本名: ナタリー・ヘルシュラグ; ヘブライ語: נטע-לי הֵרְשְׁלַג‎, 1981年6月9日 - ）は、イスラエル出身のアメリカの女優、映画監督、プロデューサー。幼少の頃から女優として活躍し、アカデミー賞、英国アカデミー賞、ゴールデングローブ賞、全米映画俳優組合賞の主演女優賞など、数多くの賞を受賞している。

## 生い立ち
エルサレムにて、ナタリー・ヘルシュラグ（ヘブライ語：נטלי הרשלג ）として生まれる。父アブネル・ヘルシュラグはイスラエル人の産婦人科医、母シュリー・スティーヴンスはユダヤ系アメリカ人の元アーティスト（現在はナタリーのエージェント）。ひとりっ子。父方はポーランド・ルーマニア系からの、母方はロシア・オーストリア系からのユダヤ人の血を引く。ルーマニア出身の父方の曾祖母は第二次世界大戦中、イギリスのスパイだった。また父方の祖父母はアウシュビッツ強制収容所で死亡している。芸名のポートマン（Portman）は母方の祖母の旧姓である。
3歳の時にアメリカのワシントンD.C.に移住。1988年からはコネチカット州で、1990年からはニューヨーク州ロングアイランドで育つ。インタビューで「私はアメリカを愛しているけど、気持ちはエルサレムにある。そこが本当の家だと思っているから。」と答えている。
ヘブライ語と英語を習ったのち、ニューヨーク州グレンコーブにあるユダヤ人の小学校に入学する。本人曰く、高校時代は、試験では常に平均90点以上を維持し続け、成績はオールAだった。また、高校生の時の化学実験が論文になっている。これはJournal of Chemical Educationという雑誌に掲載されており、糖の酵素による分解時の水素発生を視覚化するといった内容である。また高校の最終試験を受けるため、『スター・ウォーズ エピソード1/ファントム・メナス』のワールド・プレミアには欠席している。その後、ハーバード大学とイェール大学に現役合格。1999年にハーバードへ進学しローウェル・ハウスに入寮する。心理学を専攻し、心理学研究所ではアラン・ダーショヴィッツのアシスタントも務めた。また、ハーバード大学法学部生が学生新聞ハーバード・クリムゾンに寄稿したイスラエル人の入植を批難する記事に対し、反論記事を寄せている。2003年に卒業。2004年春にはヘブライ大学大学院にて中東問題の研究に参加。2006年にはコロンビア大学にてテロリズムと対テロ作戦について、ゲストとして講義を行った。
2018年、ユダヤ人のノーベル賞とも呼ばれるジェネシス賞 (Genesis Awards) の授賞式出席を辞退し、主催団体に「最近のイスラエルの出来事に苦しみを感じている」「イスラエルの公的行事に参加するのは不快」と伝えた。

## キャリア

### 1990年代

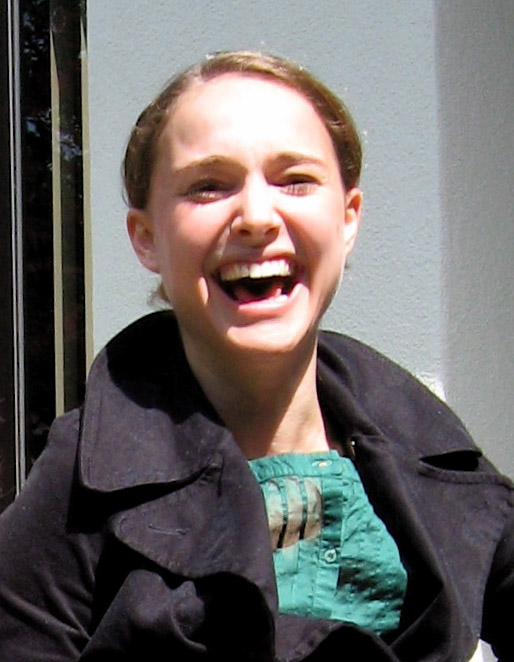
2005年

4歳からダンスレッスンを始める。10歳の時にロング・アイランドのピザレストランで、化粧品会社レヴロンのモデルとしてスカウトされる。当初モデルに興味は無かったがスカウトの「パトリック・スウェイジにも会える」との言葉に惹きつけられたという。しかし、モデルよりも演技に興味を持ち、俳優を目指す。
1994年にオフ・ブロードウェイでの舞台『Ruthless!!』でデビューする。同年公開のリュック・ベッソン監督の『レオン』で2,000人以上の候補者からマチルダ役に選ばれて映画デビューを果たし、国際的に称賛され、ハリウッド・リポーター誌が後援するヤング・スター賞のドラマ部門最優秀女優賞を受賞。1996年公開の『ビューティフル・ガールズ』でも批評家に絶賛された。一気に注目を集めたものの、『ロリータ』のロリータ役を拒否するなど、ロリータ的イメージやラブシーンを敬遠していた。1997年には『アンネの日記』を、1995年刊行の新版を基に新たな視点で描いた舞台で主役のアンネを演じる。
1999年から公開の『スター・ウォーズ』新三部作でヒロインのパドメ・アミダラを演じ、上品な美貌と確かな演技力で人気を不動のものにする。この作品で、ナタリー＝強く賢い美人というイメージが印象づけられた。同年公開の『地上より何処かで』ではスーザン・サランドンの娘役を演じ、ゴールデングローブ賞 助演女優賞にノミネートされた。

### 2000年代

フリー・ゾーンのセットにて、2005年

大学在学中は学業を優先していたので、映画の出演は少ない。2001年にマイク・ニコルズが演出した舞台『かもめ』に出演し、メリル・ストリープ、ケヴィン・クライン、フィリップ・シーモア・ホフマンと共演した。2003年には小さい役ながら『コールド マウンテン』に出演した。
2004年に俳優ザック・ブラフの初監督作品『終わりで始まりの4日間』に出演。同年公開の『クローサー』でのストリッパー役でゴールデングローブ賞 助演女優賞を受賞し、アカデミー助演女優賞にもノミネートされた。
2005年には『Vフォー・ヴェンデッタ』で役柄に合わせて髪型をスキンヘッドにし、この姿で第58回カンヌ国際映画祭での『スター・ウォーズ エピソード3/シスの復讐』のワールドプレミアに出席した。同年4月に出演したテレビ番組『サタデー・ナイト・ライブ』では新3部作を擁護するなど、自身の自虐的なラップ・ビデオのパロディに出演し、ラップを披露したことが大きな話題になった。
2007年に公開されたウェス・アンダーソン監督の短編映画『ホテル・シュヴァリエ』では、ジェイソン・シュワルツマンとの共演シーンで5分間以上に及ぶヌードを披露している。
2008年公開の『ブーリン家の姉妹』ではアン・ブーリンを演じた。同年開催の第61回カンヌ国際映画祭では審査員を務めた。同年、映画製作に興味をもっていることから、映画製作会社（Handsomecharlie Films）を設立。自身初の監督作品である短編映画『Eve』、自身が主演する『17 Photos of Isabel』（タイトルはのちに『Love and Other Impossible Pursuits』に変更された）を手がける。また、ブラッド・ピットと共演予定だった『Important Artifacts and Personal Property from the Collection of Lenore Doolan and Harold Morris, Including Books, Street Fashion, and Jewelry』の映画化作品の企画も進めていた。ホラー映画『サスペリア』のリメイクに参加予定だったが、のちに離脱した。
2009年にクリスティン・アイルワードとともに映画サイト（makingof.com）を開設した。ただし2019年5月現在、サイトは閉鎖されている。

### 2010年代

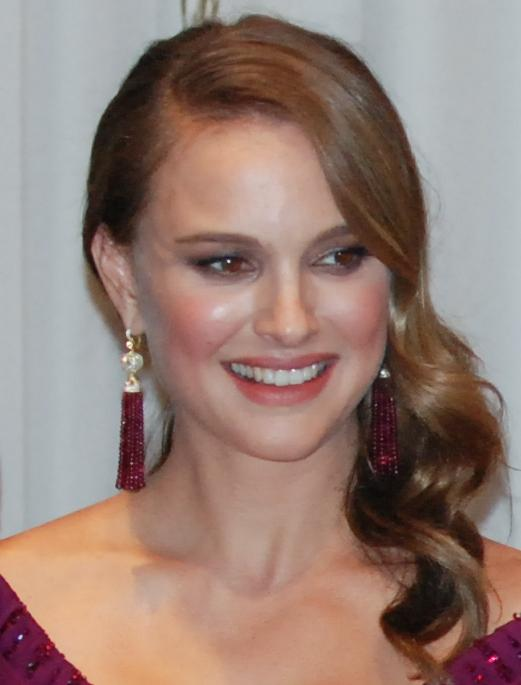
2011年、アカデミー賞授賞式にて

2010年に公開されたダーレン・アロノフスキー監督作の主演映画『ブラック・スワン』では、次第に精神が壊れていくバレリーナ役を9キロ減量して演じ、第83回アカデミー主演女優賞をはじめとするさまざまな賞を受賞。批評面、興行収入面の両方で成功した。この受賞が大きな話題となり、2011年の日本での公開時には、それまでの出演作品の中では『スター・ウォーズ』シリーズ以来の大ヒットとなった。2011年1月には主演映画『抱きたいカンケイ』が全米で公開され、週末興行収入初登場1位を獲得。初のラブコメで新境地を開いたが、これ以降主演ではヒット作品に恵まれていない。

## 人物・エピソード

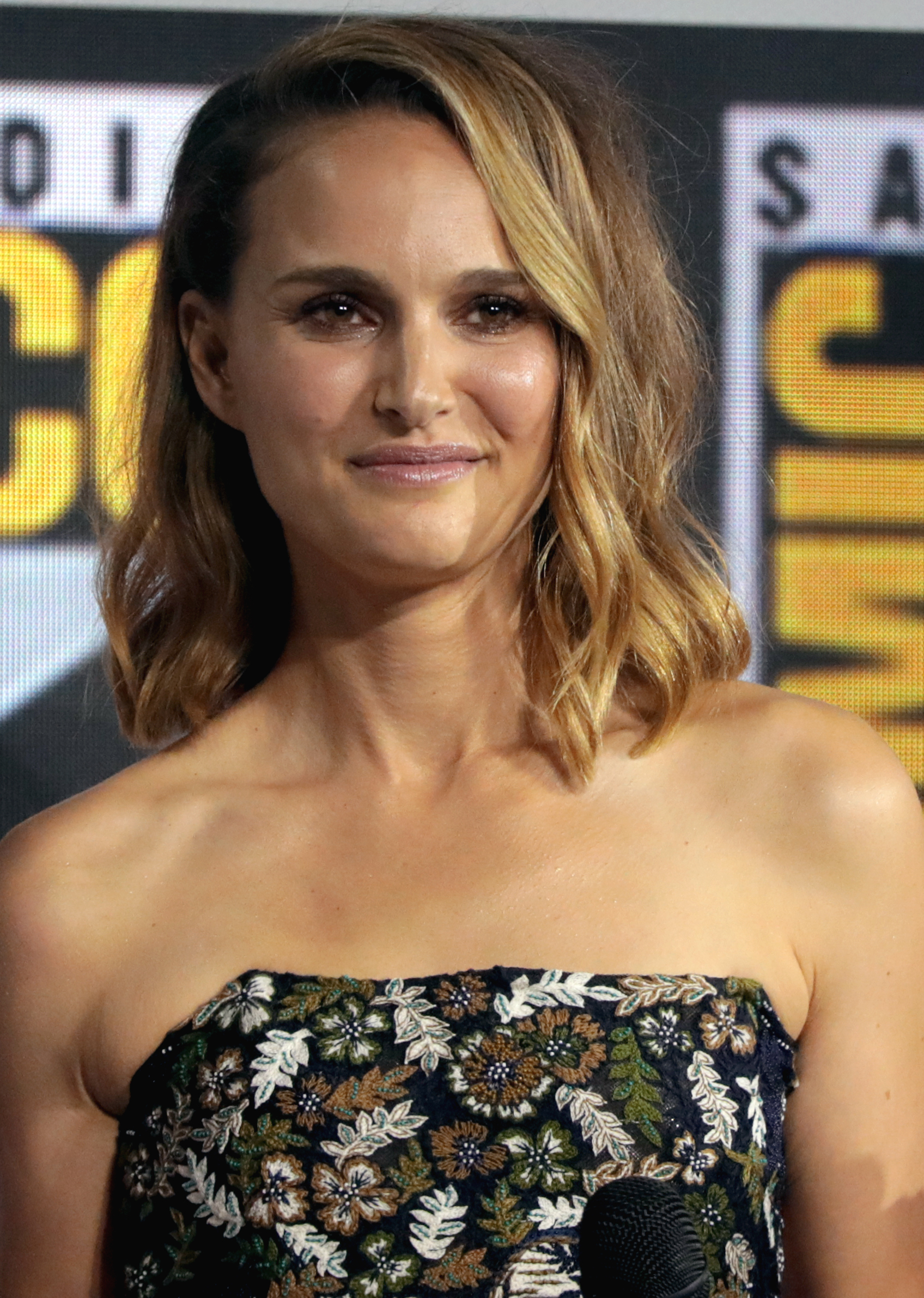
2019年のサンディエゴ・コミコンにて

『スター・ウォーズ』シリーズのパドメ・アミダラ役に最も愛着があるという。それだけに、『スター・ウォーズ エピソード3/シスの復讐』では前2作に比べて出番が少ない（出演シーンが大幅にカットされた）ことがやや不満だったという。
キーラ・ナイトレイと容姿が似ており、キーラはその理由で『スター・ウォーズ エピソード1/ファントム・メナス』のパドメの影武者（侍女サーベ）役を演じている。以降共演はないが、後にキーラは『パイレーツ・オブ・カリビアン』3部作を撮り終えた後、「今度ナタリーに会ったら3部作やり遂げたわねって握手しなきゃ」と語っている。
4歳からダンスレッスンを始めており、小学生の頃には腹筋が割れていた。『スター・ウォーズ エピソード2/クローンの攻撃』では9m近い高さから落ちて地面に叩きつけられるなどのアクションシーンを代役なしで演じている。『ブラック・スワン』ではバレリーナ役を演じるために約1年間特訓し、バレエシーンを自身で演じたとされていたが、後にダンス・ダブル論争が起こり、物議を醸した。
8歳の頃からベジタリアンであり、食肉だけでなく、加工食品やゼラチンも食さない。菜食主義について、「9歳の時に鶏のレーザー手術のドキュメンタリーを観て以来、肉も魚も口にしていない。ただ動物が好きだから価値観に従うまでです。絶対に食しません。」と語る。
非常に礼儀正しいことで知られ、共演者や撮影スタッフ、裏方にまで挨拶を欠かさない。
デビュー時から米『ピープル』誌などから「究極」「絶世の美女」とも呼ばれ、注目を集め続けてきた。
マルチリンガルであり、母語である英語とヘブライ語（後者は若干なまりがあると言われる）に加えて、フランス語、日本語、ドイツ語、アラビア語も話せる。また、高校時代で当時男子校であるが在学高校と交流がある大濠高校に2日間留学した事があった。なお、この留学は『スター・ウォーズ エピソード1/ファントム・メナス』の公開直前であったため、偽名を使ってお忍び的なものであった。
2008年の大統領選挙（民主党内の予備選挙）においてヒラリー・クリントンを支持していたが、「オバマも好き」とも発言している。
恋多き女性として有名で、1999年にはルーカス・ハースと、2003年から2004年まではガエル・ガルシア・ベルナルと交際。その後もジェイク・ギレンホール、ヘイデン・クリステンセン等と交際、2005年にイスラエル人俳優リロン・レボと、2007年にはファッションブランド「Rag & Bone」の創始者のひとりで元モデルのネイサン・ボーグルと交際、2008年3月頃からはプロモーションビデオで共演したミュージシャンのデヴェンドラ・バンハートと交際を始めたが、同年9月には破局と報道された。2010年12月、『ブラック・スワン』で共演したフランス人振付師のバンジャマン・ミルピエ（Benjamin Millepied）との婚約・妊娠を発表。2011年6月14日に男児（アレフ）を出産し、2012年8月に結婚した。2016年9月に第2子を妊娠中であることが明らかになり、2017年2月に女児（アマリア）を出産した。2023年6月、夫のバンジャマンが25歳の環境活動家と不倫していると報じられた。ナタリーは子供たちのために夫婦関係の再構築をはかったものの、同年8月、破局し離婚にいたったと報道された。
喫煙者だったが、妊娠を契機に2010年12月31日付で卒煙を決意し、2011年以降は非喫煙者である。
好きな映画は『ダーティ・ダンシング』で、主演のパトリック・スウェイジのファン。他に好きな俳優はベン・キングズレー。
自身のInstagramで好きな本を手に持ち、「#nataliesbookclub」とハッシュタグを付けて画像を投稿する読書家で、2020年12月11日には川上未映子の『夏物語』（英題『Breasts and Eggs』）を愛読書の1つとして紹介した。ポートマンは「物事に正面から向き合うモダンな作品」で「現代の日本で女性がどういう存在なのか、私は川上さんの表現がとても好き」と感想を綴った。翌2021年3月4日には川上との対談が実現し、ポートマンのInstagramで公開された。
ハリウッドでは珍しい貧乳であり、自分でも自虐ネタにして笑いを誘う。『ブーリン家の姉妹』でグラマーで知られるスカーレット・ヨハンソンと共演した際、スカーレットに「発育不足ね」と言われて胸を触られてしまい、これをきっかけに2人は仲良くなった。

## 主な出演作品

### 映画
| 公開年 | 邦題 原題                                                                               | 役名                                  | 備考 | 吹き替え                                                                           |
| ------ | --------------------------------------------------------------------------------------- | ------------------------------------- | --- | ---------------------------------------------------------------------------------- |
| 1994   | レオン Léon                                                                             | マチルダ                              | | 久川綾（オリジナル版、旧録完全版） 宇山玲加（新録完全版） 篠原恵美（テレビ朝日版） |
| 1994   | Developing                                                                              | ニーナ                                | | N/A                                                                                |
| 1995   | ヒート Heat                                                                             | ローレン・グスタフソン                | | 川上とも子（ソフト版） 坂本真綾（テレビ朝日版）                                    |
| 1996   | ビューティフル・ガールズ Beautiful Girls                                                | マーティ                              | | 篠原恵美                                                                           |
| 1996   | マーズ・アタック! Mars Attacks!                                                         | タフィー・デイル                      | | 小島幸子（ソフト版） 根谷美智子（テレビ東京版）                                    |
| 1996   | 世界中がアイ・ラヴ・ユー Everyone Says I Love You                                       | ローラ・ダンドリッジ                  | | 荒木香恵                                                                           |
| 1999   | スター・ウォーズ エピソード1/ファントム・メナス Star Wars Episode I: The Phantom Menace | パドメ・アミダラ                      | | 坂本真綾                                                                           |
| 1999   | 地上より何処かで Anywhere But Here                                                      | アン・オーガスト                      | ゴールデングローブ賞 助演女優賞ノミネート | 高橋理恵子                                                                         |
| 2000   | あなたのために Where the Heart Is                                                       | ノヴァリー・ネイション                | | 三石琴乃                                                                           |
| 2001   | ズーランダー Zoolander                                                                  | 本人                                  | カメオ出演 | 落合るみ                                                                           |
| 2002   | スター・ウォーズ エピソード2/クローンの攻撃 Star Wars Episode II: Attack of the Clones  | パドメ・アミダラ                      | | 坂本真綾                                                                           |
| 2003   | コールド マウンテン Cold Mountain                                                       | サラ                                  | | 高橋理恵子（ソフト版） 坂本真綾（テレビ東京版） 山口立花子（Netflix版）            |
| 2004   | 終わりで始まりの4日間 Garden State                                                      | サマンサ                              | | 坂本真綾                                                                           |
| 2004   | クローサー Closer                                                                       | アリス / ジェーン・ジョーンズ         | ゴールデングローブ賞 助演女優賞受賞 アカデミー助演女優賞ノミネート | 落合るみ                                                                           |
| 2005   | スター・ウォーズ エピソード3/シスの復讐 Star Wars Episode III: Revenge of the Sith      | パドメ・アミダラ                      | | 坂本真綾                                                                           |
| 2005   | フリー・ゾーン 〜明日が見える場所〜 Free Zone                                           | レベッカ                              | | （吹き替え版なし）                                                                 |
| 2006   | Vフォー・ヴェンデッタ V for Vendetta                                                    | イヴィー・ハモンド                    | | 浅野まゆみ                                                                         |
| 2006   | パリ、ジュテーム Paris, je t'aime                                                       | フランシーヌ                          | 「フォブール・サン・ドニ」編に出演 | 坂本真綾                                                                           |
| 2006   | 宮廷画家ゴヤは見た Goya's Ghosts                                                        | イネス / アリシア                     | | 小島幸子                                                                           |
| 2007   | マイ・ブルーベリー・ナイツ My Blueberry Nights                                          | レスリー                              | | 坂本真綾                                                                           |
| 2007   | ダージリン急行 The Darjeeling Limited                                                   | ジャックのガールフレンド              | | TBA                                                                                |
| 2007   | ホテル・シュヴァリエ Hotel Chevalier                                                    | ジャックのガールフレンド              | 『ダージリン急行』と同時上映の短編映画 | （吹き替え版なし）                                                                 |
| 2007   | マゴリアムおじさんの不思議なおもちゃ屋 Mr. Magorium's Wonder Emporium                   | モリー・マホーニー                    | | 坂本真綾                                                                           |
| 2008   | ブーリン家の姉妹 The Other Boleyn Girl                                                  | アン・ブーリン                        | | 佐古真弓（ソフト版） 落合るみ（Netflix版）                                         |
| 2009   | ニューヨーク、アイラブユー New York, I Love You                                         | リフカ                                | 一編に監督としても参加 | （吹き替え版なし）                                                                 |
| 2009   | マイ・ブラザー Brothers                                                                 | グレース・ケイヒル                    | | 高橋理恵子                                                                         |
| 2009   | 水曜日のエミリア The Other Woman                                                        | エミリア・グリーンリーフ              | 兼製作総指揮 別題：Love and Other Impossible Pursuits | （吹き替え版なし）                                                                 |
| 2010   | メタルヘッド Hesher                                                                     | ニコール                              | | 坂本真綾                                                                           |
| 2010   | ブラック・スワン Black Swan                                                             | ニナ・セイヤーズ                      | クリティクス・チョイス・アワード主演女優賞受賞 インディペンデント・スピリット賞 主演女優賞受賞 ゴールデングローブ賞 主演女優賞 (ドラマ部門)受賞 英国アカデミー賞 主演女優賞受賞 アカデミー主演女優賞受賞 | 坂本真綾                                                                           |
| 2011   | ロード・オブ・クエスト ドラゴンとユニコーンの剣 Your Highness                           | イザベル                              | | 坂本真綾                                                                           |
| 2011   | 抱きたいカンケイ No Strings Attached                                                    | エマ・カーツマン                      | 兼製作 | 坂本真綾                                                                           |
| 2011   | マイティ・ソー Thor                                                                     | ジェーン・フォスター                  | | 坂本真綾                                                                           |
| 2013   | マイティ・ソー/ダーク・ワールド Thor: The Dark World                                    | ジェーン・フォスター                  | | 坂本真綾                                                                           |
| 2015   | 聖杯たちの騎士 Knight of Cups                                                           | エリザベス                            | | 小若和郁那                                                                         |
| 2015   | 愛と闇の物語 A Tale of Love and Darkness                                                | ファニア・クラウスネル                | 兼製作 |                                                                                    |
| 2016   | ジェーン Jane Got a Gun                                                                 | ジェーン・ハモンド                    | 兼製作 | 坂本真綾                                                                           |
| 2016   | ジャッキー/ファーストレディ 最後の使命 Jackie                                           | ジャクリーン・ケネディ                | クリティクス・チョイス・アワード主演女優賞受賞 アカデミー主演女優賞ノミネート 英国アカデミー賞 主演女優賞ノミネート ゴールデングローブ賞 主演女優賞 (ドラマ部門)ノミネート                               | 坂本真綾                                                                           |
| 2016   | プラネタリウム Planetarium                                                              | ローラ・バロウ                        | | 坂本真綾                                                                           |
| 2017   | ソング・トゥ・ソング Song to Song                                                       | ロンダ                                | | 坂本真綾                                                                           |
| 2018   | アナイアレイション -全滅領域- Annihilation                                              | レナ                                  | 北米・中国以外では劇場公開されずにNetflix配信 | 坂本真綾                                                                           |
| 2018   | ポップスター Vox Lux                                                                    | セレステ・モンゴメリー                | 兼製作総指揮 | （吹き替え版なし）                                                                 |
| 2018   | ジョン・F・ドノヴァンの死と生 The Death & Life of John F. Donovan                       | サム・ターナー                        | | （吹き替え版なし）                                                                 |
| 2019   | アベンジャーズ/エンドゲーム Avengers: Endgame                                           | ジェーン・フォスター                  | アーカイブ映像 | 坂本真綾                                                                           |
| 2019   | ルーシー・イン・ザ・スカイ Lucy in the Sky                                              | ルーシー・コーラ                      | | 坂本真綾                                                                           |
| 2022   | ソー:ラブ&サンダー Thor: Love and Thunder                                               | ジェーン・フォスター / マイティ・ソー | | 坂本真綾                                                                           |
| 2023   | メイ・ディセンバー ゆれる真実 May December                                              | エリザベス・ベリー                    | 兼製作 | （吹き替え版なし）                                                                 |
| 2025   | The Twits                                                                               | Mary Muggle-Wump                      | 声の出演 |                                                                                    |
| 2025   | ファウンテン・オブ・ユース 神秘の泉を探せ Fountain of Youth                             | シャーロット・パーデュー              | Apple TV+オリジナル作品 | 坂本真綾                                                                           |
| TBA    | Good Sex                                                                                |                                       | |                                                                                    |
| TBA    | Photograph 51                                                                           |                                       | |                                                                                    |
| TBA    | The Gallerist                                                                           |                                       | |                                                                                    |

### テレビ
| 年         | 邦題/原題                                                           | 役名                 | 備考                                                                            | 吹き替え           |
| ---------- | ------------------------------------------------------------------- | -------------------- | ------------------------------------------------------------------------------- | ------------------ |
| 2003、2004 | セサミストリート Sesame Street                                      | 本人                 | 計2話出演                                                                       |                    |
| 2006、2018 | サタデー・ナイト・ライブ Saturday Night Live                        | ホスト               |                                                                                 | （吹き替え版なし） |
| 2007、2012 | ザ・シンプソンズ The Simpsons                                       | ダーシー             | 声の出演 シーズン18第12話「バートが結婚!?」 シーズン24第1話「バートの恋愛事情」 | （吹き替え版なし） |
| 2021       | ホワット・イフ...? What If...?                                      | ジェーン・フォスター | 声の出演                                                                        | 坂本真綾           |
| 2022       | ランニング・ワイルド:過酷なミッション Running Wild with Bear Grylls | 本人                 | 第1話出演                                                                       | 坂本真綾           |
| 2024       | レディ・イン・ザ・レイク Lady in the Lake                           | マディ・シュワルツ   | Apple TV+オリジナル作品                                                         | 坂本真綾           |

### 舞台
- Ruthless!! （1994年）
- アンネの日記 The Diary of Anne Frank （1997年）
- かもめ The Seagull （2001年）

### CM
※日本で放送されたもののみ記載
- 森永乳業 マウントレーニア（2002年 - 2003年）
- ユニリーバ・ジャパン(当時:日本リーバ) ラックス スーパーリッチ（2003年 - 2004年）
- ディオール（2015年 - ）

### ミュージック・ビデオ
- ポール・マッカートニー「Dance Tonight」（2007年） - ミシェル・ゴンドリー監督作品
- デヴェンドラ・バンハート「Carmensita」（2008年）
- ポール・マッカートニー「My Valentine」（2012年）

### モデル
- クリスチャン・ディオール（2010年 - ）モデル、イメージキャラクター[32]。

## 主な受賞
- アカデミー賞
  - 2010年度 主演女優賞 『ブラック・スワン』
- ゴールデングローブ賞
  - 2004年度 助演女優賞 『クローサー』
  - 2010年度 主演女優賞（ドラマ部門） 『ブラック・スワン』
- 英国アカデミー賞
  - 2010年度 主演女優賞 『ブラック・スワン』
- 全米映画俳優組合賞
  - 2010年度 主演女優賞 『ブラック・スワン』
- 放送映画批評家協会賞
  - 2010年度 主演女優賞 『ブラック・スワン』
  - 2016年度 主演女優賞 『ジャッキー/ファーストレディ 最後の使命』[33]
- サターン賞
  - 2006年度 主演女優賞（映画部門） 『Vフォー・ヴェンデッタ』
- ナショナル・ボード・オブ・レビュー
  - 2004年度 アンサンブル演技賞 『クローサー』

他多数

## 関連書籍
- ブランドン・ハースト『ナタリー・ポートマン THE BEAUTIFUL GIRL』 （小谷まさ代訳、ブルース・インターアクションズ、2009年）

## 日本語吹き替え
『ヒート』（テレビ朝日版）で坂本真綾が起用されたことがきっかけで、以降は専属（フィックス）として大半の作品で声を担当している。
このほかにも、高橋理恵子、落合るみ、篠原恵美、小島幸子なども複数回、声を当てている。